# Illa d'Urville (Antàrtida)
L'Illa d'Urville és una illa de l'Antàrtida. És l'illa més septentrional del grup de l'illes de Joinville. Fa uns 27 quilòmetres de llargada, té una superfície de 455 km² i una alçada de 210 msnm. Està completament coberta de gel i es troba al nord de l'illa de Joinville, de la qual està separada pel canal de Larsen.
El febrer de 1820 Edward Bransfield anotà als mapes un aixecament aproximat de la costa oest de l'aleshores illa sense nom. Va ser vista durant la Segona Expedició Antàrtica Francesa (1837-1840), sota el comandament del capità Jules Dumont D'Urville, que descobrí les illes de Joinville, tot i que fou confosa amb part de l'illa de Joinville. Como una massa terrestre independent no fou reconeguda fins al desembre de 1902 per l'Expedició Antàrtica Sueca (1901-1903), sota la direcció d'Otto Nordenskjöld, que la cartografià i l'anomenà en honor del capità D'Urville.